# Ржевский завод автотракторного электрооборудования
Ржевский завод автотракторного электрооборудования (АТЭ-3) — историческое машиностроительное предприятие в городе Ржеве по адресу Зубцовское шоссе, 42. Выпускал с 1972 года автотракторное оборудование, а также автомобильные стартеры.

## История
В 1916 году из Пскова во Ржев эвакуируют оборудование Балтийской фабрики колодок и деревянных изделий. В начале 1917 года фабрика была запущена.
В 1940—1941 годах — Ржевская колодочная фабрика имени К. Е. Ворошилова (численность — 600 рабочих). В Великую Отечественную войну завод эвакуирован в Марийскую АССР.
В 1943 году после освобождения Советской армией города Ржева на базе разрушенной колодочной фабрики было создано предприятие по производству мебели.
В 1945 году на производственных площадях мебельной фабрики устанавливается прессовое и металлорежущее оборудование. На базе фабрики начал создаваться механический завод. 21 сентября 1946 г. приказом министра легкой промышленности РСФСР на базе мебельной фабрики города Ржев был создан механический завод «Зенит» по выпуску фурнитуры и других изделий.
В 1949 году «Главметалл» Министерства местной промышленности РСФСР принимает решение о реконструкции завода имени Петровского в городе Березники Пермской области, переводу его на площадку завода «Зенит» и выпуску ветроустойчивого фонаря «7Ф-1». С 1949 года — завод имени Г. И. Петровского.
С 1954 года — завод по выпуску электрических и ручных швейных машин марок «Волга» и «Ржев». За 8 лет коллектив завода выпустил 632 000 машин с электрическим и ручным приводом.
С 1962 года на заводе освоен выпуск лодочных моторов «Москва» и его модификаций. С 1969 года — Ржевский моторный завод Минавтопрома СССР.
На тот момент на предприятии работало свыше 5 000 человек.
С 1971 года — Ржевский завод автотракторного электрооборудования (АТЭ-3), перешедший с 1972 года на выпуск автотракторного оборудования. Начался выпуск дизельных стартеров СТ-103 и СТ-26 для двигателей Ярославского моторного завода. А с 1975 г. СТ-117 для двигателя автомобиля «Москвич», позднее также начал производиться стартер СТ-117 для автомобиля «Москвич».
В 1991 году на заводе работало свыше 3,3 тыс. человек. В 1992 году завод приватизирован и реорганизован в АО «Автотракторное электрооборудование».
30 октября 1992 г. закончилась приватизация предприятия, завод был переименован в ОАО «Автотракторное электрооборудование». В 1994 году предприятие сменило название на ОАО «ЭЛТРА» («Электрооборудование тракторное и автомобильное»). В 2002 году на базе «ЭЛТРА» и завода АТЭ-1 был организован концерн «Производителей Автомобильного и Моторного Оборудования» — «ПРАМО». Автозаводы «ГАЗ», «АвтоВАЗ», «УАЗ», «КАМАЗ», а также Ярославский, Минский и Заволжский моторные заводы работают с продукцией ОАО «ЭЛТРА». В 2008 году на базе основных производственных мощностей «ЭЛТРА» было образовано ООО «Прамо-Электро», которое является членом известных в автомобильной области ассоциаций: «Объединение автопроизводителей России» («ОАР») и «Росспецмаш».

## Продукция
- Стартер СТ-117А.[5]
- Швейная машина «Волга».[2]
- Швейная машина «Ржев».
- Лодочный мотор «Москва».
- Генераторы и стартеры для автомобилей и тракторов.
- Автомобильные термостаты.
- Омыватели и комплектующие к ним для автомобилей.